# Gora Besformennaja
Gora Besformennaja är ett berg i Antarktis. Det ligger i Östantarktis. Australien gör anspråk på området. Toppen på Gora Besformennaja är 1 085 meter över havet.
Terrängen runt Gora Besformennaja är huvudsakligen lite kuperad.  Trakten är obefolkad. Det finns inga samhällen i närheten.